# Gewählte Bürgermeister in Kärnten 2015

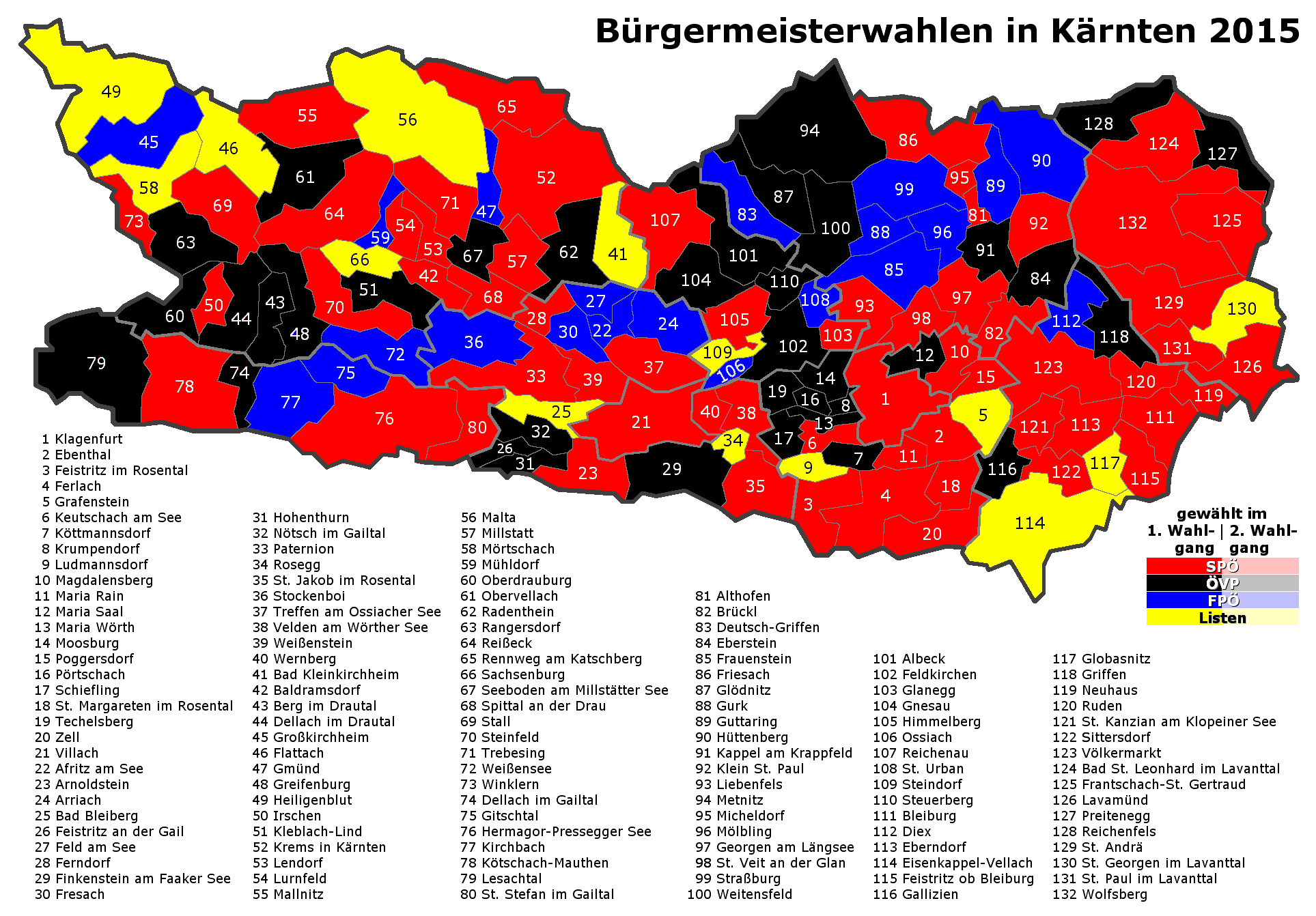
Bürgermeisterwahlen 2015 in Kärnten einschließlich der Ergebnisse der Stichwahlen.

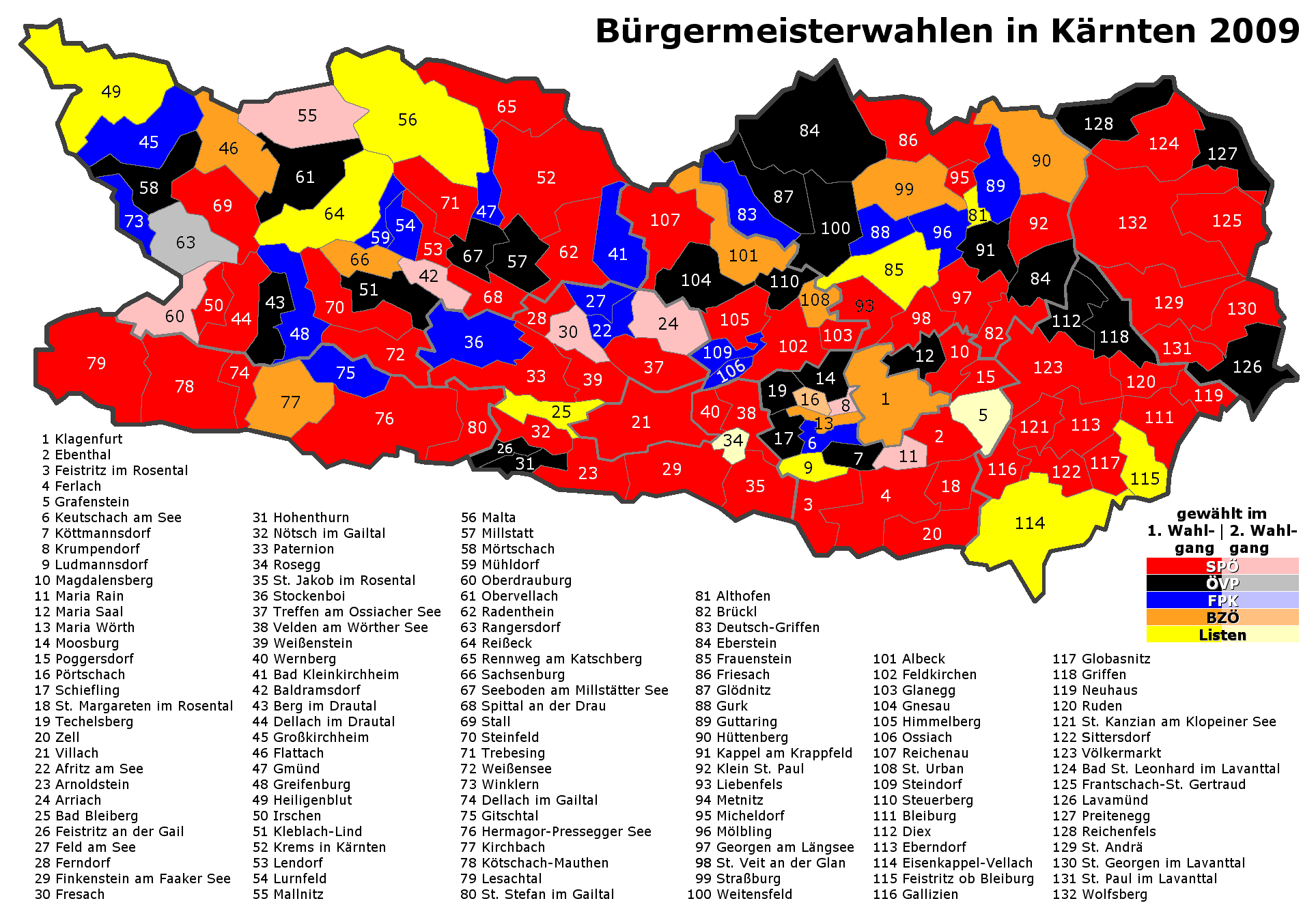
Bürgermeisterwahlen von 2009 im Vergleich.

Die Liste Gewählte Bürgermeister in Kärnten 2015 gibt die anlässlich der Wahl 2015 gewählten Bürgermeister in Kärntner Gemeinden an.
In Kärnten ist ein Kandidat dann zum Bürgermeister gewählt, wenn er im ersten Wahlgang die absolute Mehrheit, also mehr als 50 Prozent der gültigen Stimmen für sich verbuchen kann. Ist dies nicht der Fall, so treten in einem zweiten Wahlgang die beiden stimmenstärksten Kandidaten in einer Stichwahl gegeneinander an.

## Wahlergebnis
In 95 (71,97 Prozent) der 132 Gemeinden wurde der Bürgermeister bereits im ersten Wahlgang gewählt. In 37 Gemeinden (28,03 Prozent) waren Stichwahlen um das Gemeindeoberhaupt erforderlich, da kein Kandidat die erforderliche 50-Prozent-Hürde überspringen konnte.
Bei der Wahl 2015 war es erstmals in der Geschichte Kärntens erforderlich, in einer Gemeinde eine zweite Stichwahl durchzuführen, da die beiden Kandidaten nach der ersten Stichwahl die gleiche Anzahl von Stimmen für sich verbuchen konnte.
Nur 84 der 132 Gemeinden (63,64 Prozent) haben nach den Wahlen von 2015 den gleichen Bürgermeister, wie in der letzten Funktionsperiode. In 48 Gemeinden (36,36 Prozent) wurde ein neuer Bürgermeister gewählt, wobei in 33 Gemeinden (68,75 Prozent) der bisherige Bürgermeister nicht mehr antrat und in 15 Gemeinden (31,25 Prozent) der bisherige Bürgermeister zwar neuerlich antrat, jedoch keine Mehrheit mehr bekam. In 28 von diesen 48 Gemeinden (58,33 Prozent) fand bei den Bürgermeistern – sieht man von den Wechseln von BZÖ/FPK zur FPÖ ab – auch ein Parteiwechsel statt, während in 20 Gemeinden (41,67 Prozent) der Wechsel des Bürgermeisters innerhalb der Parteiwechsel vonstattenging. Für die Wechsel siehe dazu folgende Tabelle:
| Partei          | SPÖ | ÖVP | FPÖ | Listen |     | Gewinne gesamt |
| --------------- | --- | --- | --- | ------ | --- | -------------- |
| zu SPÖ          | –   | 2   | 4   | 2      | 8   |                |
| zu ÖVP          | 8   | –   | 4   | 0      | 120 |                |
| zu FPÖ          | 3   | 1   | –   | 0      | 4   |                |
| zu Listen       | 2   | 1   | 1   | –      | 4   |                |
| Verluste gesamt | 130 | 4   | 9   | 2      | —   |                |

Die meisten Kandidaten bewarben sich in der Landeshauptstadt Klagenfurt um das Bürgermeisteramt. Maria-Luise Mathiaschitz konnte sich dabei gegen zehn weitere Kandidaten, darunter auch den bisherigen Bürgermeister Christian Scheider, im zweiten Wahlgang durchsetzen. In fünf Gemeinden traten sechs Kandidaten an und in zehn Gemeinden waren es fünf Wahlwerber. Im Gegensatz dazu trat in sechs Gemeinden überhaupt nur ein Kandidat an, was jedoch in keiner Gemeinde zu einer hundertprozentigen Zustimmung führte. Das beste Ergebnis hatte dabei Johannes Pirker in Dellach im Drautal mit 88,93 Prozent, während Josef Schachner in Heiligenblut am Großglockner gerade einmal auf 61,31 Prozent kam.
Die höchste Zustimmung fand Josef Müller in Griffen, der trotz zweier Mitbewerber auf 91,15 Prozent der Stimmen kam. Nur knapp geringer fiel der Stimmenanteil für Johannes Pirker in Dellach im Drautal (88,93 Prozent) und für Andreas Grabuschnig in Eberstein (88,79 Prozent) aus. Mit gerade einmal einer einzigen Stimme Mehrheit konnte sich Anna Zarre in Albeck im ersten Wahlgang gegenüber dem bisher amtierenden Bürgermeister Unterweger Siegfried durchsetzen. Bei den Stichwahlen hatte Siegfried Ronacher in Hermagor-Pressegger See das knappste Ergebnis aufzuweisen; die Mehrheit von gerade einmal sieben Stimmen reichten dazu, die Nachfolge von Rauscher Vinzenz antreten zu dürfen.

### Frauenanteil
Unter den 432 Bewerbern um das Amt des Bürgermeisters befanden sich lediglich 35 Frauen. Dennoch konnten die Frauen ihren Anteil mehr als verdoppeln, denn anstatt bisher drei stehen nach der Wahl von 2015 insgesamt sieben Damen ihrer Gemeinde als Bürgermeister vor; und dies obwohl Marialuise Mittermüller in Steindorf am Ossiacher See nicht mehr antrat und Christine Ploner in Dellach im Gailtal nicht mehr wiedergewählt wurde. Dennoch ist der Frauenanteil mit 5,30 Prozent gering. Lediglich Sonya Feinig in Feistritz im Rosental wurde im Amt bestätigt. Neben Maria-Luise Mathiaschitz in Klagenfurt kamen und Anna Zarre in Albeck kamen weiters Gabriele Dörflinger in Klein St. Paul, Hilde Gaggl in Krumpendorf, Silvia Häusl-Benz in Pörtschach und Marika Lagger-Pöllinger in Lendorf neu hinzu. Fünf der sieben Frauen wurden erst im Rahmen der Stichwahl gewählt.

## Wahlergebnisse
| Gemeinde                      | Be- zirk | Wahl- berech- tigte | Wahl- beteili- gung | Name des Bürgermeisters   | Partei | Ge- schl. | Anzahl der Kandi- daten | 1. Wahlgang vom 1. Mrz. 2015 | 2. Wahlgang vom 15. Mrz. 2015 | 3. Wahlgang vom 29. Mrz. 2015 |
| ----------------------------- | -------- | ------------------- | ------------------- | ------------------------- | ------ | --------- | ----------------------- | ---------------------------- | ----------------------------- | ----------------------------- |
| Afritz am See                 | VL       | 99700               | 80,34 %             | Maximilian Linder         | FPÖ    | M         | 2                       | 73,86 %                      | –                             | –                             |
| Albeck                        | FE       | 75700               | 85,63 %             | Anna Zarre                | ÖVP    | W         | 2                       | 50,07 %                      | –                             | –                             |
| Althofen                      | SV       | 3.10500             | 79,72 %             | Alexander Benedikt        | LFA    | M         | 4                       | 53,47 %                      | –                             | –                             |
| Arnoldstein                   | VL       | 3.73400             | 65,82 %             | Erich Kessler             | SPÖ    | M         | 3                       | 74,87 %                      | –                             | –                             |
| Arriach                       | VL       | 1.03300             | 85,51 %             | Gerald Ebner              | FPÖ    | M         | 3                       | 61,72 %                      | –                             | –                             |
| Bad Bleiberg                  | VL       | 1.63200             | 80,00 %             | Christian Hecher          | ULB    | M         | 4                       | 60,10 %                      | –                             | –                             |
| Bad Kleinkirchheim            | SP       | 1.13600             | 77,44 %             | Matthias Krenn            | BKK    | M         | 4                       | 52,97 %                      | –                             | –                             |
| Bad St. Leonhard im Lavanttal | WO       | 2.93500             | 79,22 %             | Simon Maier               | SPÖ    | M         | 2                       | 84,39 %                      | –                             | –                             |
| Baldramsdorf                  | SP       | 1.17700             | 76,03 %             | Heinrich Gerber           | SPÖ    | M         | 2                       | 81,29 %                      | –                             | –                             |
| Berg im Drautal               | SP       | 94400               | 85,82 %             | Ferdinand Hueter          | ÖVP    | M         | 2                       | 72,22 %                      | –                             | –                             |
| Bleiburg                      | VK       | 2.64800             | 80,44 %             | Stefan Johann Visotschnig | SPÖ    | M         | 4                       | 41,76 %                      | 53,42 %                       | –                             |
| Brückl                        | SV       | 1.81300             | 76,18 %             | Burkhard Trummer          | SPÖ    | M         | 5                       | 38,83 %                      | 58,01 %                       | –                             |
| Dellach im Drautal            | SP       | 1.11300             | 78,82 %             | Johannes Pirker           | ÖVP    | M         | 1                       | 88,93 %                      | –                             | –                             |
| Dellach im Gailtal            | HE       | 93600               | 89,14 %             | Johannes Lenzhofer        | ÖVP    | M         | 3                       | 52,06 %                      | –                             | –                             |
| Deutsch-Griffen               | SV       | 66400               | 81,17 %             | Michael Reiner            | FPÖ    | M         | 3                       | 60,77 %                      | –                             | –                             |
| Diex                          | VK       | 62700               | 92,21 %             | Anton Napetschnig         | FPÖ    | M         | 3                       | 37,72 %                      | 53,78 %                       | –                             |
| Ebenthal in Kärnten           | KL       | 6.45800             | 69,09 %             | Franz Felsberger          | SPÖ    | M         | 5                       | 66,90 %                      | –                             | –                             |
| Eberndorf                     | VK       | 3.67100             | 74,89 %             | Gottfried Wedenig         | SPÖ    | M         | 4                       | 51,62 %                      | –                             | –                             |
| Eberstein                     | SV       | 84200               | 74,51 %             | Andreas Grabuschnig       | ÖVP    | M         | 2                       | 88,79 %                      | –                             | –                             |
| Eisenkappel-Vellach           | VK       | 1.75100             | 89,15 %             | Franz Josef Smrtnik       | EL     | M         | 6                       | 52,80 %                      | –                             | –                             |
| Feistritz an der Gail         | VL       | 48300               | 91,83 %             | Dieter Mörtl              | ÖVP    | M         | 1                       | 86,54 %                      | –                             | –                             |
| Feistritz im Rosental         | KL       | 2.11300             | 84,29 %             | Sonya Feinig              | SPÖ    | W         | 2                       | 86,89 %                      | –                             | –                             |
| Feistritz ob Bleiburg         | VK       | 1.54000             | 88,76 %             | Hermann Srienz            | SPÖ    | M         | 4                       | 41,68 %                      | 68,39 %                       | –                             |
| Feld am See                   | VL       | 79100               | 81,21 %             | Erhard Veiter             | FPÖ    | M         | 2                       | 64,08 %                      | –                             | –                             |
| Feldkirchen in Kärnten        | FE       | 8.05800             | 67,39 %             | Martin Treffner           | ÖVP    | M         | 6                       | 32,89 %                      | 52,01 %                       | –                             |
| Ferlach                       | KL       | 6.05700             | 70,35 %             | Ingo Appé                 | SPÖ    | M         | 4                       | 65,68 %                      | –                             | –                             |
| Ferndorf                      | VL       | 1.47000             | 77,49 %             | Josef Haller              | SPÖ    | M         | 2                       | 66,17 %                      | –                             | –                             |
| Finkenstein am Faaker See     | VL       | 4.95900             | 68,61 %             | Christian Poglitsch       | ÖVP    | M         | 5                       | 25,89 %                      | 54,06 %                       | –                             |
| Flattach                      | SP       | 84700               | 85,04 %             | Kurt Schober              | ULF    | M         | 2                       | 79,56 %                      | –                             | –                             |
| Frantschach-St. Gertraud      | WO       | 1.75300             | 78,65 %             | Günther Vallant           | SPÖ    | M         | 4                       | 49,94 %                      | 61,11 %                       | –                             |
| Frauenstein                   | SV       | 2.45800             | 81,50 %             | Harald Jannach            | GLF    | M         | 3                       | 70,20 %                      | –                             | –                             |
| Fresach                       | VL       | 96400               | 87,16 %             | Gerhard Altziebler        | FPÖ    | M         | 3                       | 51,69 %                      | –                             | –                             |
| Friesach                      | SV       | 3.17700             | 73,02 %             | Josef Kronlechner         | SPÖ    | M         | 4                       | 53,38 %                      | –                             | –                             |
| Gallizien                     | VK       | 1.28200             | 84,84 %             | Hannes Mak                | ÖVP    | M         | 3                       | 42,51 %                      | 53,44 %                       | –                             |
| Gitschtal                     | HE       | 96900               | 88,41 %             | Christian Müller          | FPÖ    | M         | 3                       | 46,07 %                      | 63,62 %                       | –                             |
| Glanegg                       | FE       | 1.23900             | 75,46 %             | Guntram Samitz            | SPÖ    | M         | 4                       | 63,95 %                      | –                             | –                             |
| Globasnitz                    | VK       | 1.20300             | 88,59 %             | Bernhard Sadovnik         | EL     | M         | 3                       | 47,97 %                      | 53,97 %                       | –                             |
| Glödnitz                      | SV       | 62800               | 86,38 %             | Johann Fugger             | ÖVP    | M         | 3                       | 62,50 %                      | –                             | –                             |
| Gmünd                         | SP       | 1.72100             | 78,51 %             | Josef Jury                | FPÖ    | M         | 3                       | 49,64 %                      | 55,84 %                       | –                             |
| Gnesau                        | FE       | 75900               | 84,24 %             | Erich Stampfer            | ÖVP    | M         | 4                       | 35,67 %                      | 50,76 %                       | –                             |
| Grafenstein                   | KL       | 2.34500             | 80,98 %             | Stefan Deutschmann        | LD     | M         | 4                       | 62,64 %                      | –                             | –                             |
| Greifenburg                   | SP       | 1.25100             | 84,58 %             | Josef Brandner            | ÖVP    | M         | 2                       | 53,39 %                      | –                             | –                             |
| Griffen                       | VK       | 2.31800             | 79,74 %             | Josef Müller              | ÖVP    | M         | 3                       | 91,15 %                      | –                             | –                             |
| Großkirchheim                 | SP       | 98700               | 84,14 %             | Peter Suntinger           | FPÖ    | M         | 1                       | 79,51 %                      | –                             | –                             |
| Gurk                          | SV       | 96000               | 89,80 %             | Siegfried Kampl           | KAMPL  | M         | 3                       | 58,43 %                      | –                             | –                             |
| Guttaring                     | SV       | 1.05500             | 84,94 %             | Herbert Kuss              | FPÖ    | M         | 3                       | 61,29 %                      | –                             | –                             |
| Heiligenblut am Großglockner  | SP       | 72300               | 80,33 %             | Josef Schachner           | FBL    | M         | 1                       | 61,31 %                      | –                             | –                             |
| Hermagor-Pressegger See       | HE       | 4.80900             | 80,67 %             | Siegfried Ronacher        | SPÖ    | M         | 5                       | 39,70 %                      | 50,07 %                       | –                             |
| Himmelberg                    | FE       | 1.61800             | 81,63 %             | Heimo Rinösl              | SPÖ    | M         | 2                       | 76,90 %                      | –                             | –                             |
| Hohenthurn                    | VL       | 62300               | 87,62 %             | Florian Tschinderle       | ÖVP    | M         | 2                       | 74,62 %                      | –                             | –                             |
| Hüttenberg                    | SV       | 1.15900             | 88,14 %             | Josef Ofner               | FPÖ    | M         | 3                       | 58,04 %                      | –                             | –                             |
| Irschen                       | SP       | 1.69600             | 83,96 %             | Gottfried Mandler         | SPÖ    | M         | 2                       | 68,10 %                      | –                             | –                             |
| Kappel am Krappfeld           | SV       | 1.42400             | 85,99 %             | Martin Gruber             | ÖVP    | M         | 3                       | 61,36 %                      | –                             | –                             |
| Keutschach am See             | KL       | 2.09800             | 82,70 %             | Karl Dovjak               | SPÖ    | M         | 6                       | 36,59 %                      | 59,32 %                       | –                             |
| Kirchbach                     | HE       | 1.84200             | 83,50 %             | Hermann Jantschgi         | FPÖ    | M         | 3                       | 48,34 %                      | 56,66 %                       | –                             |
| Klagenfurt am Wörthersee      | K        | 79.31800            | 57,13 %             | Maria-Luise Mathiaschitz  | SPÖ    | W         | 110                     | 30,08 %                      | 53,31 %                       | –                             |
| Kleblach-Lind                 | SP       | 91300               | 91,76 %             | Manfred Fleißner          | ÖVP    | M         | 2                       | 79,39 %                      | –                             | –                             |
| Klein St. Paul                | SV       | 1.27500             | 80,34 %             | Gabriele Dörflinger       | SPÖ    | W         | 4                       | 46,68 %                      | 62,89 %                       | –                             |
| Kötschach-Mauthen             | HE       | 2.49900             | 85,79 %             | Walter Hartlieb           | SPÖ    | M         | 3                       | 78,02 %                      | –                             | –                             |
| Köttmannsdorf                 | KL       | 2.43900             | 76,63 %             | Josef Liendl              | ÖVP    | M         | 3                       | 70,78 %                      | –                             | –                             |
| Krems in Kärnten              | SP       | 1.17100             | 75,65 %             | Johann Winkler            | SPÖ    | M         | 4                       | 53,05 %                      | –                             | –                             |
| Krumpendorf                   | KL       | 2.88300             | 69,06 %             | Hilde Gaggl               | ÖVP    | W         | 4                       | 42,38 %                      | 59,61 %                       | –                             |
| Lavamünd                      | WO       | 2.08600             | 80,57 %             | Josef Ruthardt            | SPÖ    | M         | 3                       | 53,39 %                      | –                             | –                             |
| Lendorf                       | SP       | 1.20900             | 84,02 %             | Marika Lagger-Pöllinger   | SPÖ    | W         | 3                       | 49,53 %                      | 56,28 %                       | –                             |
| Lesachtal                     | HE       | 1.07000             | 93,78 %             | Johann Windbichler        | ÖVP    | M         | 2                       | 51,65 %                      | –                             | –                             |
| Liebenfels                    | SV       | 2.17100             | 80,35 %             | Klaus Köchl               | SPÖ    | M         | 4                       | 66,60 %                      | –                             | –                             |
| Ludmannsdorf                  | KL       | 1.53200             | 89,56 %             | Manfred Maierhofer        | GL     | M         | 4                       | 59,69 %                      | –                             | –                             |
| Lurnfeld                      | SP       | 1.68000             | 76,36 %             | Gerald Preimel            | SPÖ    | M         | 2                       | 76,12 %                      | –                             | –                             |
| Magdalensberg                 | KL       | 2.77000             | 79,10 %             | Andreas Scherwitzl        | SPÖ    | M         | 3                       | 74,84 %                      | –                             | –                             |
| Mallnitz                      | SP       | 61900               | 84,91 %             | Günther Novak             | SPÖ    | M         | 1                       | 85,08 %                      | –                             | –                             |
| Malta                         | SP       | 1.39200             | 80,14 %             | Klaus Rüscher             | LIM    | M         | 3                       | 57,87 %                      | –                             | –                             |
| Maria Rain                    | KL       | 1.99400             | 80,99 %             | Franz Ragger              | SPÖ    | M         | 3                       | 66,50 %                      | –                             | –                             |
| Maria Saal                    | KL       | 3.26100             | 77,28 %             | Anton Schmidt             | ÖVP    | M         | 4                       | 48,67 %                      | 60,47 %                       | –                             |
| Maria Wörth                   | KL       | 1.33200             | 78,38 %             | Markus Perdacher          | ÖVP    | M         | 4                       | 33,33 %                      | 56,92 %                       | –                             |
| Metnitz                       | SV       | 1.51500             | 86,18 %             | Anton Engl-Wurzer         | ÖVP    | M         | 4                       | 51,01 %                      | –                             | –                             |
| Micheldorf                    | SV       | 69300               | 75,57 %             | Josef Wuttei              | SPÖ    | M         | 3                       | 67,94 %                      | –                             | –                             |
| Millstatt                     | SP       | 2.22700             | 77,27 %             | Johann Schuster           | SPÖ    | M         | 5                       | 37,96 %                      | 66,79 %                       | –                             |
| Mölbling                      | SV       | 92200               | 82,17 %             | Bernd Krassnig            | FPÖ    | M         | 2                       | 75,89 %                      | –                             | –                             |
| Moosburg                      | KL       | 3.70200             | 76,12 %             | Herbert Gaggl             | ÖVP    | M         | 4                       | 52,64 %                      | –                             | –                             |
| Mörtschach                    | SP       | 59700               | 88,18 %             | Richard Unterreiner       | LgM    | M         | 3                       | 33,04 %                      | 58,80 %                       | –                             |
| Mühldorf                      | SP       | 68700               | 83,07 %             | Erwin Angerer             | FPÖ    | M         | 2                       | 69,64 %                      | –                             | –                             |
| Neuhaus                       | VK       | 77300               | 84,76 %             | Gerhard Visotschnig       | SPÖ    | M         | 4                       | 41,41 %                      | 54,68 %                       | –                             |
| Nötsch im Gailtal             | VL       | 1.58300             | 82,88 %             | Alfred Altersberger       | ÖVP    | M         | 5                       | 47,33 %                      | 61,36 %                       | –                             |
| Oberdrauburg                  | SP       | 88800               | 88,45 %             | Stefan Brandstätter       | SPÖ    | M         | 2                       | 55,33 %                      | –                             | –                             |
| Obervellach                   | SP       | 1.50200             | 76,13 %             | Wilhelm Pacher            | ÖVP    | M         | 3                       | 48,21 %                      | 52,21 %                       | –                             |
| Ossiach                       | FE       | 50500               | 80,54 %             | Johann Huber              | FPÖ    | M         | 3                       | 78,26 %                      | –                             | –                             |
| Paternion                     | VL       | 3.72800             | 74,78 %             | Alfons Arnold             | SPÖ    | M         | 3                       | 69,43 %                      | –                             | –                             |
| Poggersdorf                   | KL       | 2.56400             | 83,00 %             | Arnold Marbek             | SPÖ    | M         | 3                       | 65,75 %                      | –                             | –                             |
| Pörtschach                    | KL       | 2.27600             | 71,66 %             | Silvia Häusl-Benz         | ÖVP    | W         | 3                       | 36,86 %                      | 52,02 %                       | –                             |
| Preitenegg                    | WO       | 70900               | 85,73 %             | Franz Kogler              | ÖVP    | M         | 3                       | 46,94 %                      | 50,00 %                       | 51,85 %                       |
| Radenthein                    | SP       | 3.93600             | 75,91 %             | Michael Maier             | MAIER  | M         | 4                       | 45,56 %                      | 58,98 %                       | –                             |
| Rangersdorf                   | SP       | 1.14100             | 80,41 %             | Franz Zlöbl               | ÖVP    | M         | 3                       | 68,07 %                      | –                             | –                             |
| Reichenau                     | FE       | 1.25100             | 79,28 %             | Karl Lessiak              | SPÖ    | M         | 3                       | 54,67 %                      | –                             | –                             |
| Reichenfels                   | WO       | 1.26000             | 80,98 %             | Manfred Führer            | ÖVP    | M         | 2                       | 63,96 %                      | –                             | –                             |
| Reißeck                       | SP       | 1.61600             | 84,17 %             | Kurt Felicetti            | SPÖ    | M         | 3                       | 63,62 %                      | –                             | –                             |
| Rennweg am Katschberg         | SP       | 1.28100             | 85,29 %             | Franz Eder                | SPÖ    | M         | 3                       | 56,53 %                      | –                             | –                             |
| Rosegg                        | VL       | 1.22700             | 79,11 %             | Franz Werner Richau       | BGM    | M         | 5                       | 68,61 %                      |                               |                               |
| Ruden                         | VK       | 1.04500             | 80,88 %             | Rudolf Skorjanz           | SPÖ    | M         | 3                       | 63,32 %                      | –                             | –                             |
| Sachsenburg                   | SP       | 1.06600             | 76,08 %             | Wilfried Pichler          | AG     | M         | 1                       | 63,21 %                      | –                             | –                             |
| Schiefling am Wörthersee      | KL       | 2.20400             | 74,59 %             | Valentin Andreas Happe    | ÖVP    | M         | 2                       | 81,51 %                      | –                             | –                             |
| Seeboden am Millstätter See   | SP       | 5.37800             | 69,65 %             | Wolfgang Klinar           | ÖVP    | M         | 3                       | 63,82 %                      | –                             | –                             |
| Sittersdorf                   | VK       | 1.77200             | 83,18 %             | Jakob Strauß              | SPÖ    | M         | 3                       | 48,15 %                      | 50,41 %                       | –                             |
| Spittal an der Drau           | SP       | 12.69500            | 63,84 %             | Gerhard Pirih             | SPÖ    | M         | 5                       | 55,93 %                      | –                             | –                             |
| St. Andrä                     | WO       | 8.51200             | 66,45 %             | Peter Stauber             | SPÖ    | M         | 4                       | 63,65 %                      | –                             | –                             |
| St. Georgen am Längsee        | SV       | 3.02400             | 75,53 %             | Konrad Seunig             | SPÖ    | M         | 3                       | 54,43 %                      | –                             | –                             |
| St. Georgen im Lavanttal      | WO       | 1.69900             | 88,17 %             | Karl Markut               | TS     | M         | 4                       | 46,97 %                      | 66,87 %                       | –                             |
| St. Jakob im Rosental         | VL       | 3.64100             | 77,29 %             | Heinrich Kattnig          | SPÖ    | M         | 4                       | 68,38 %                      | –                             | –                             |
| St. Kanzian am Klopeiner See  | VK       | 3.59800             | 79,57 %             | Thomas Krainz             | SPÖ    | M         | 4                       | 59,10 %                      | –                             | –                             |
| St. Margareten im Rosental    | KL       | 91400               | 84,57 %             | Lukas Wollte              | SPÖ    | M         | 2                       | 78,73 %                      | –                             | –                             |
| St. Paul im Lavanttal         | WO       | 2.84500             | 86,47 %             | Hermann Primus            | SPÖ    | M         | 4                       | 53,51 %                      | –                             | –                             |
| St. Stefan im Gailtal         | HE       | 1.40700             | 84,08 %             | Johann Ferlitsch          | SPÖ    | M         | 3                       | 72,24 %                      | –                             | –                             |
| St. Urban                     | FE       | 1.25800             | 90,30 %             | Dietmar Rauter            | FPÖ    | M         | 3                       | 66,52 %                      | –                             | –                             |
| St. Veit an der Glan          | SV       | 10.44900            | 66,17 %             | Gerhard Mock              | SPÖ    | M         | 4                       | 52,92 %                      | –                             | –                             |
| Stall                         | SP       | 1.35600             | 92,85 %             | Peter Ebner               | SPÖ    | M         | 2                       | 64,47 %                      | –                             | –                             |
| Steindorf am Ossiacher See    | FE       | 3.12600             | 75,37 %             | Georg Kavalar             | LKAVE  | M         | 4                       | 24,32 %                      | 59,61 %                       | –                             |
| Steinfeld                     | SP       | 1.71300             | 85,58 %             | Ewald Tschabitscher       | SPÖ    | M         | 3                       | 67,28 %                      | –                             | –                             |
| Steuerberg                    | FE       | 1.37600             | 85,54 %             | Karl Petritz              | ÖVP    | M         | 3                       | 48,52 %                      | 59,26 %                       | –                             |
| Stockenboi                    | VL       | 1.38300             | 87,92 %             | Hans Jörg Kerschbaumer    | FPÖ    | M         | 3                       | 43,74 %                      | 54,44 %                       | –                             |
| Straßburg                     | SV       | 1.73600             | 79,67 %             | Franz Pirolt              | FPÖ    | M         | 4                       | 55,87 %                      | –                             | –                             |
| Techelsberg am Wörther See    | KL       | 1.83700             | 76,43 %             | Johann Koban              | ÖVP    | M         | 4                       | 74,16 %                      | –                             | –                             |
| Trebesing                     | SP       | 1.02000             | 84,51 %             | Christian Genshofer       | SPÖ    | M         | 3                       | 49,65 %                      | 58,23 %                       | –                             |
| Treffen am Ossiacher See      | VL       | 3.72500             | 70,36 %             | Klaus Glanznig            | SPÖ    | M         | 4                       | 49,21 %                      | 60,59 %                       | –                             |
| Velden am Wörther See         | VL       | 7.63400             | 67,51 %             | Ferdinand Vouk            | SPÖ    | M         | 4                       | 71,43 %                      | –                             | –                             |
| Villach                       | VI       | 48.73600            | 60,72 %             | Günther Albel             | SPÖ    | M         | 6                       | 55,46 %                      | –                             | –                             |
| Völkermarkt                   | VK       | 9.09700             | 73,74 %             | Valentin Blaschitz        | SPÖ    | M         | 6                       | 57,77 %                      | –                             | –                             |
| Weißensee                     | SP       | 65500               | 91,76 %             | Gerhard Koch              | FPÖ    | M         | 4                       | 31,76 %                      | 53,58 %                       | –                             |
| Weißenstein                   | VL       | 2.51500             | 79,64 %             | Hermann Moser             | SPÖ    | M         | 3                       | 61,19 %                      | –                             | –                             |
| Weitensfeld im Gurktal        | SV       | 1.80600             | 87,38 %             | Franz Sabitzer            | ÖVP    | M         | 3                       | 66,07 %                      | –                             | –                             |
| Wernberg                      | VL       | 4.50800             | 73,58 %             | Franz Zwölbar             | SPÖ    | M         | 5                       | 61,86 %                      | –                             | –                             |
| Winklern                      | SP       | 1.02800             | 80,93 %             | Johann Thaler             | SPÖ    | M         | 2                       | 56,77 %                      | –                             | –                             |
| Wolfsberg                     | WO       | 20.84700            | 65,06 %             | Hans-Peter Schlagholz     | SPÖ    | M         | 5                       | 69,47 %                      | –                             | –                             |
| Zell                          | KL       | 52900               | 95,09 %             | Heribert Kulmesch         | SPÖ    | M         | 2                       | 56,52 %                      | –                             | –                             |

### Kandidierende Listen
1. ↑  LFA (Liste für alle)
2. ↑  ULB (Unabhängige Liste Bleiberger Tal)
3. ↑  BKK (Liste Bad Kleinkirchheim)
4. ↑  EL (Enotna Lista)
5. ↑  ULF (Unabhängige Liste Flattach)
6. ↑  GLF (Gemeindeliste Frauenstein – Liste Harald Jannach)
7. ↑  EL (Enotna Lista)
8. ↑  LD (Liste Deutschmann)
9. ↑  KAMPL (Die Freiheitlichen in Gurk/Pisweg Liste Bürgermeister Siegfried Kampl)
10. ↑  FBL (Freie Bürgerliste Heiligenblut)
11. ↑  GL (Gemeindeliste)
12. ↑  LIM (Liste für Malta)
13. ↑  LgM (Liste für ein gemeinsames Mörtschach)
14. ↑  MAIER (Team Michael Maier - Volkspartei und Parteifreie)
15. ↑  BGM (Bürgergemeinschaft)
16. ↑  AG (Aktionsgemeinschaft Marktgemeinde Sachsenburg)
17. ↑  TS (Team Stronach)
18. ↑  LKAVE (Liste Kavalar)